# 淳于誕
淳于诞（470年—529年），字灵远，泰山郡博县（今山东省泰安市泰山区邱家店镇旧县村博城遗址）人，南北朝时期军事人物。南朝齐南安郡太守淳于兴宗之子。
他十二岁时，跟随父亲前往扬州，途中父亲被一群盗贼杀害。淳于诞拿出全部家产招募侠客，很快为父报了仇。后来，他被齐的益州刺史刘悛征召为主簿，之后又在萧衍麾下担任步兵校尉。北魏景明年间，淳于诞从汉中归降北魏。抵达洛阳后，他向朝廷详细陈述了攻打蜀地的计划，得到魏宣武帝的采纳。延昌末年（约515年），他被任命为骁骑将军、假冠军将军、都督别部司马、向导统军，但因自己尚无战功，坚决推辞实职，只接受了参军的名号。朝廷曾许诺他攻下成都后授予益州刺史之职，他率军进至晋寿，然而因宣武帝患病，最终无功而返。熙平元年（516年），南朝梁将领张齐攻打益州，淳于诞以统军身份，与益州刺史傅竖眼一同率军救援，击退梁军后凯旋。
正光五年（524年），莫折念生发动叛乱，淳于诞担任西南道军司、暂代冠军将军、别将，从子午谷以南出兵斜谷，前往建安，与行台魏子建共同镇压叛乱。孝昌元年（525年），梁朝益州刺史萧渊猷派遣部将樊文炽、萧世澄等人率领数万兵力围攻小剑戍，北魏益州刺史邴虯派儿子邴达率军抵抗，却被樊文炽击败，统军胡小虎、崔珍宝等人被俘。魏子建于是派遣淳于诞率军讨伐梁军。淳于诞领兵前往，与梁军对峙一个多月。樊文炽的军队穿过山谷，转移至东边的龙须山，在山上修筑栅栏以断绝魏军退路。淳于诞召集两百多名壮士，趁夜登山袭击敌栅，恰逢起火，梁军无法坚守栅栏。淳于诞趁机率领各路军队擂鼓进攻，大败梁军，俘获萧世澄等十一人。
之后，淳于诞奉魏子建之命代理华阳郡太守，兼任白马戍主。孝昌二年（526年），他又代理巴州刺史。孝昌三年（527年），北魏在梁州安康郡新设东梁州，淳于诞被任命为镇远将军、东梁州刺史。永安二年（529年）四月，淳于诞去世，享年六十岁。朝廷追赠他为安西将军、益州刺史，谥号庄。

## 儿子
- 淳于亢
- 淳于胤，東魏武定末年担任梁州驃騎府司馬